# Andrea Secchiero
Andrea Secchiero, né le 25 janvier 1988 à Milan est un triathlète professionnel italien. Il participe également à des compétitions internationales de duathlon et  d'aquathlon. Il fait partie de l'équipe d'Italie de triathlon.

## Biographie
Champion d'Italie de triathlon sur la distance S (sprint) en 2011, il termine à la 1re place des championnats du monde d'aquathlon 2009 des moins de 23 ans (U23) et à la deuxième place des championnats d'Europe de duathlon 2009 (U23).

## Palmarès
Le tableau présente les résultats les plus significatifs (podium) obtenus sur le circuit national et international de duathlon et de triathlon depuis 2007.
| Année | Compétition                         | Pays      | Position           | Temps           |
| ----- | ----------------------------------- | --------- | ------------------ | --------------- |
| 2017  | Championnat d'Italie sprint         | Italie    | Médaille de bronze | 0 h 53 min 54 s |
| 2014  | Coupe d'Asie - l'étape de Hong Kong | Hong Kong | Médaille d'argent  | 1 h 53 min 29 s |
| 2013  | Coupe d'Asie - l'étape de Meizhou   | Chine     | Médaille d'or      | 0 h 55 min 31 s |
| 2013  | Coupe d'Asie - l'étape de Tartu     | Estonie   | Médaille de bronze | 0 h 55 min 50 s |
| 2012  | Championnat d'Italie                | Italie    | Médaille de bronze | 1 h 54 min 24 s |
| 2011  | Championnat d'Italie sprint         | Italie    | Médaille d'or      | 0 h 59 min 34 s |

| Année | Compétition                             | Pays   | Position           | Temps           |
| ----- | --------------------------------------- | ------ | ------------------ | --------------- |
| 2018  | Championnat d'Italie de duathlon sprint | Italie | Médaille d'argent  | 0 h 56 min 22 s |
| 2017  | Championnat d'Italie d'aquathlon        | Italie | Médaille d'or      | 0 h 25 min 55 s |
| 2016  | Championnat d'Italie d'aquathlon        | Italie | Médaille d'or      | 0 h 30 min 35 s |
| 2015  | Championnat d'Italie d'aquathlon        | Italie | Médaille d'or      | 0 h 28 min 32 s |
| 2014  | Championnat d'Italie d'aquathlon        | Italie | Médaille d'or      | 0 h 27 min 43 s |
| 2012  | Championnat d'Italie de duathlon sprint | Italie | Médaille d'argent  | 0 h 52 min 28 s |
| 2012  | Championnat d'Italie d'aquathlon        | Italie | Médaille de bronze | 0 h 30 min 26 s |
| 2010  | Championnat d'Italie de duathlon sprint | Italie | Médaille de bronze | 0 h 56 min 2 s  |
| 2009  | Championnat d'Italie de duathlon        | Italie | Médaille de bronze | 1 h 50 min 29 s |
| 2009  | Championnat d'Italie d'aquathlon        | Italie | Médaille d'or      | 0 h 28 min 57 s |
| 2008  | Championnat d'Italie d'aquathlon        | Italie | Médaille d'or      | 0 h 28 min 0 s  |
| 2007  | Championnat d'Italie d'aquathlon        | Italie | Médaille d'or      | 0 h 28 min 4 s  |